# DJ Rebel
DJ Rebel (of REBEL), artiestennaam van Kevin Leyers (Edegem, 22 juli 1984), is een Belgisch dj en muziekproducent. Hij maakt onder meer house.

## Biografie
Leyers begon in 2008 met het produceren van eigen werk. In 2008 verscheen zijn eerste bootleg, getiteld Put Your Bucovina Up, dat een remix was van Ian Olivers "Bucovina". Hij maakte ook een remix van Robert Abigails "Mojito Song". Hij kreeg een platencontract bij de Belgische platenfirma Mostiko. In 2009 bereikte Leyers met vier singles de top tien van de Vlaamse Ultratop 50: "Merengue" (met Abigail), "U Got 2 Know", "Never Alone" en "U Can Call Me Al" (een remix van Paul Simons hit "You Can Call Me Al" uit 1986). Met Abigail maakte Leyers ook de singles "Meneando" en "Cuba" in 2010 respectievelijk 2011. Van "Cuba" werden in België meer dan twintigduizend exemplaren verkocht en het werd daarom met platina bekroond.
In juni 2013 hostte Leyers een podium op Summerfestival onder de naam "Rebel & Friends". Onder meer DJ F.R.A.N.K., DJ Wout (Wout Van Dessel), DJ Nicolaz en DJ Rebel zelf waren te zien op het podium. Enkele dagen voordien bracht hij zijn eerste album Rebel & Friends uit.

## Albums

### Rebel & Friends
In de zomer van 2013 bracht Leyers zijn debuutalbum Rebel & Friends uit. Het album bevat nummers waarvoor samengewerkt is met onder meer Jessy en Robert Abigail.

## Discografie

### Singles
| Single met eventuele hitnotering(en) in de Nederlandse Top 40 | Datum van verschijnen | Datum van binnenkomst | Hoogste positie | Aantal weken | Opmerkingen                                     |
| ------------------------------------------------------------- | --------------------- | --------------------- | --------------- | ------------ | ----------------------------------------------- |
| Merengue                                                      | 23-02-2009            | 18-04-2009            | tip2            | -            | met Robert Abigail / Nr. 9 in de Single Top 100 |
| Never alone                                                   | 2009                  | -                     |                 |              | Nr. 98 in de Single Top 100                     |

| Single met hitnotering(en) in de Vlaamse Ultratop 50 | Datum van verschijnen | Datum van binnenkomst | Hoogste positie | Aantal weken | Opmerkingen                                 |
| ---------------------------------------------------- | --------------------- | --------------------- | --------------- | ------------ | ------------------------------------------- |
| Merengue                                             | 2009                  | 21-03-2009            | 5               | 23           | met Robert Abigail                          |
| U got 2 know                                         | 01-06-2009            | 20-06-2009            | 25              | 5            |                                             |
| Never alone                                          | 2009                  | 25-07-2009            | 11              | 10           |                                             |
| You can call me Al                                   | 06-11-2009            | 07-11-2009            | 14              | 6            | met FTW                                     |
| Meneando                                             | 05-07-2010            | 24-07-2010            | 10              | 11           | met Robert Abigail & M.O.                   |
| Think about the way 2011                             | 04-04-2011            | 16-04-2011            | 37              | 4            | met Jessy                                   |
| Cuba                                                 | 25-04-2011            | 14-05-2011            | 7               | 18           | met Robert Abigail & Gibson Brothers / Goud |
| Celebration                                          | 11-07-2011            | 16-07-2011            | tip33           | -            | met Guy'Do & M.O.                           |
| Angel                                                | 04-11-2011            | 03-12-2011            | 35              | 5            | met Jessy & Kaliq Scott                     |
| You make me happy                                    | 05-03-2012            | 31-03-2012            | 40              | 2            | met Danzel                                  |
| 1, 2, 3, 4!                                          | 30-04-2012            | 12-05-2012            | tip84           | -            | met Shutterz                                |
| Culo!                                                | 24-09-2012            | 06-10-2012            | 21              | 9            | met Robert Abigail & M.O.                   |
| Let's go!                                            | 18-02-2013            | 09-03-2013            | 46              | 1            |                                             |
| Black Pearl (He's a Pirate)                          | 20-01-2014            | 25-01-2014            | 11              | 15           | met Sidney Housen                           |